# Pelatka

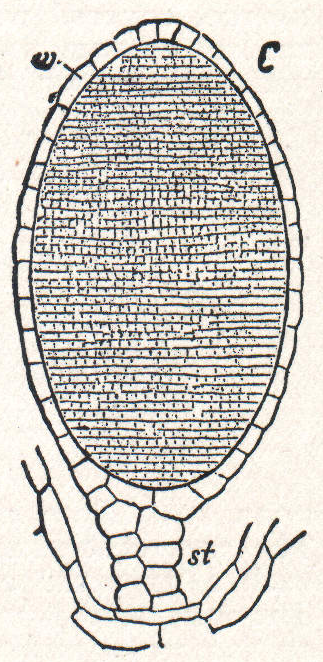
Mnohobuněčné antheridium játrovky

Pelatka, neboli antheridium, je samčí jednobuněčný či mnohobuněčný pohlavní orgán (gametangium), vyskytující se převážně u stélkatých organismů ve fázi gametofytu. V antheridiích se mitotickým dělením tvoří samčí pohlavní buňky (gamety). Antheridia se objevují během pohlavního rozmnožování především u mechů, kapradin, plavuní, řas a také některých hub.
Mnohobuněčná antheridia se obvykle skládají ze spermatogenních buněk uvnitř, jež se mitoticky dělí a tvoří gamety. Další stavební složkou jsou sterilní buňky, tvořící ochranný obal orgánu, případně vnitřní podpůrnou strukturu.
Antheridia můžeme také rozlišit na unilokulární, čili nečleněná, a plurilokulární, rozčleněná na více komůrek.
Samičím protějškem antheridia je archegonium.

## Různé skupiny

### Antheridiařas
U skupiny řas (Algae) se vyskytují pouze jednobuněčná antheridia bez sterilních buněk tvořících obal. Vytvářejí se na nich zpravidla bičíkaté spermatozoidy. Zajímavostí řádu Fucales je uložení gametangií v komůrkách diploidního sporofytu, přičemž se gamety tvoří přímo v nich. Chybí tedy zcela fáze haploidního gametofytu.

### Antheridiahub
U vřeckovýtrusých hub v případě gametangiogamie dochází ke spojení mnohojaderného antheridia se samičím mnohojaderným askogonem skrze trichogyn (výrůstek na askogonu). Namnožený obsah antheridia přechází do askogonia, kde dochází k párování jader.

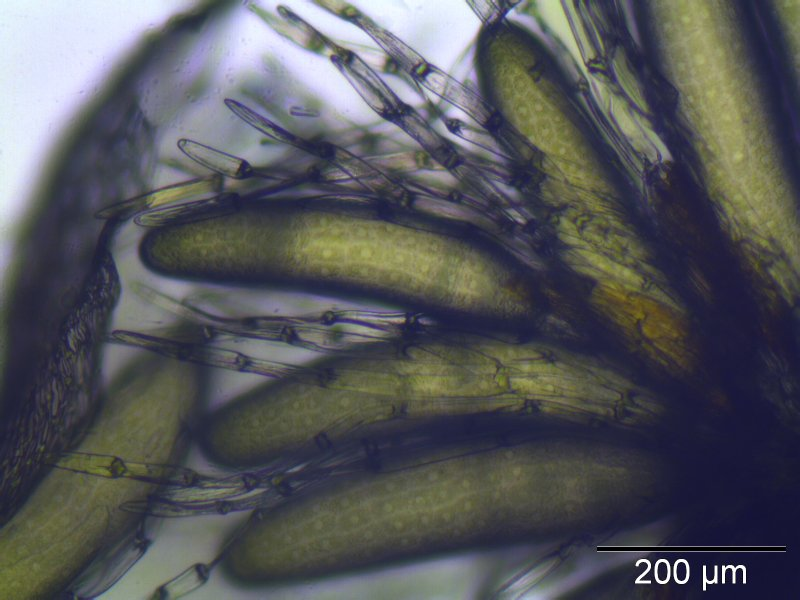
Vyvíjející se antheridium rokytu cypřišovitého

### Antheridiamechorostů
Mnohobuněčná antheridia mechorostů vyrůstají na vlastní rostlince, a to buď společně se samičími gametangii - archegonii (homothalický gametofyt), nebo samostatně, kdy jsou rostlinky odděleného pohlaví (heterothalický gametofyt). V antheridiích se tvoří biciliátní spermatozoidy, jejichž dva bičíky dokládají potřebu vodního prostředí pro přenos k samičím pohlavním buňkám.

### Antheridiacévnatých rostlin
Cévnaté rostliny mají do různé míry redukovanou fázi gametofytu. U kapraďorostů se objevuje v podobě útvaru zvaného prokel, jenž nese i antheridia. Některé cévnaté rostliny své pohlavní orgány během vývoje zcela druhotně ztratily.